# 政治文化
政治文化是一個政治學、社會學和歷史學術語，用來描述對政治問題的所有認知、情感和判斷（評價）態度的分佈，特別是對一般秩序、特定社會的政治系統之組織和個人在系統扮演之角色的態度。
一個國家或其部分人口的政治文化可以採取不同的形式，例如，如果大多數人更喜歡民主的政治秩序，那麼政治文化就可以被描述為“民主的”，可以想像有幾種形式的民主政治文化。 如果一個國家的政治文化和政治秩序在長期內存在顯著差異，這可能會導致國家出現嚴重的合法性問題，從而導致國家不穩定。 對社會成員的融合和政治參與也有影響。

## 定義
Gabriel Almond 稱“每個政治系統都嵌入了一種特定的政治行動取向模式。我發現將它稱為政治文化很有幫助”。 Almond 提出之該術語需通過經驗和分析來理解，因此是價值中立（英語：value-free）的。
Lucian Pye 的定義是“政治文化是態度、信仰和情感的集合，它們賦予政治過程以秩序和意義，並提供支配政治體系行為的基本假設和規則”。
María Eugenia Vázquez Semadeni 將政治文化定義為“一系列話語和象徵性實踐，個人和團體藉此闡明他們與權力的關係，闡明他們的政治訴求並將其置於風險之中”。

## 分析
特定政治文化的局限性基於主觀認同。 今天這種認同最常見的形式是民族認同，因此民族國家設定了政治文化的典型界限。 反過來，社會文化體系通過反映共同價值觀的共享符號和儀式（如國家獨立日）賦予政治文化以意義。 這可能會發展成為一種公民宗教。 價值觀本身可以更加等級化或平等化，並將限制政治參與，從而為合法性奠定基礎。 它們通過社會化傳播，並由形成集體記憶或國家記憶的共同歷史經驗塑造（參看想像的共同體）。 知識分子將繼續通過公共領域的政治話語來解釋政治文化。 精英政治文化經常比大眾層面更具影響力（參看文化霸權）。

### 元素
信任是政治文化的一個主要因素，其水平決定了國家運作的能力。 後物質主義是指一種政治文化關注那些並非直接的物質或物質問題的程度，例如人權和環保主義。 宗教對政治文化也有影響。

## 政治文化研究的研究方法
政治文化研究從廣泛的態度研究領域發展而來，一方面處理社會價值觀和規範體系（文化）之間的聯繫，另一方面處理制度條件（結構）之間的聯繫。研究問題集中在考慮文化和結構的整合或偏離及其對政治制度穩定性的影響。

### 公民文化研究
Gabriel Almond 和 Sidney Verba 率先將政治文化一詞引入政治研究。在1950年代，他們試圖澄清為什麼一些年輕的民主國家在第二次世界大戰前不久分崩離析，而其他具有相同體制設計和社會經濟發展水平的體制卻能夠在長期發展中確立。一項國際研究應該證明 Almond 和 Verba 的基本假設，即政治文化和政治制度之間的某種一致性對於政治制度的存在是必要的。他們對政治文化的定義如下：
“一個國族的政治文化是其成員對政治目標的取向模式的特殊分佈。”
他們聲稱，公民的態度可以大致分為四個與政治制度相關的目標領域。
1. 第一個參考點是個人於所屬政治體系內的自我概念。它反映了政治知識或政治興趣。
2. 第二個目標領域代表對政治制度的組成和結構的普遍態度。
3. 前兩個領域由對政治制度投入可能性的態度（對公民參與機會的評估）以及
4. 通過對政治體系輸出能力的態度（政策結果評估）。

表示的區域稱為態度對象（自我、一般系統、輸入可能性和輸出可能性）。公民對這些對象的態度可以用不同的方式表達。例如，它們可以基於知識（認知），表現為感覺（情感）或以評價的形式。
這些方向的集體調查結果，包括統計評估，使他們找出了三種政治文化的理想型：
| 取向對象          | 系統的設計和結構 | 輸入選項 | 輸出技能 | 自我概念 |
| ----------------- | ---------------- | -------- | -------- | -------- |
| 教區 / 地方性文化 | –                | –        | –        | –        |
| 從屬文化          | +                | –        | +        | –        |
| 參與式文化        | +                | +        | +        | +        |

+ 表示該取向在人群中普遍出現，- 表示該取向在人群中普遍缺乏。
前現代狹隘政治文化的理想類型的特點是國家與公民之間相互“不干涉”。公民對政治行動不感興趣，對政治制度沒有期望。他們以當時的墨西哥和意大利作為狹隘政治文化的例子。在當時的德國，他們發現了一種從屬文化。其特徵還在於，公民認為自己在很大程度上是非政治的，但在這種政治文化形式中，政治事件受到公民的關注和評價。在政治文化的第三種形式，即參與式文化中，公民遵循政治進程，在政治上也積極參與。狹隘的、參與性的和主體性的元素為理想類型。Almond 和 Verbas 在 1980 年進行的一項後續研究發現，各國的政治文化發生了巨大的變化。英國僅被歸類為參與式文化，受到很大限制，而德國和意大利則在參與式文化的方向上發生了很大變化。這項後續研究顯示了政治文化隨時間的變化。 基於這個術語，政治文化的概念由 Seymour M. Lipset 和 David Easton 進一步發展。

### David Easton 提出之概念
David Easton 通過詳述政治態度的對象和國家與公民之間的關係，在推進政治文化研究概念方面發揮了重要作用。Easton 區分了彌散支持和具體支持，這可能與政治共同體、政治體制和政治領導三個對象有關。雖然具體支持來自對政治產出的滿意度和對特定事件或人物的評估，並且可以在短時間內發生變化，但分散支持往往會產生對政治體制（例如民主）本身的普遍滿意度，並且只會在一段時間內緩慢變化。與合法性和信任相關，這種區別可以解釋政治制度的持續穩定性，即使民眾對特定的政治產出不滿意。

### Seymour Martin Lipset - 有效性和合法性
Seymour M. Lipset 憑藉其對政治制度的分類，在轉型導向的政治文化研究中佔有重要地位。 在其政治文化研究概念中，Lipset 只區分評估政治制度的有效性和它在公民中的合法性。政治制度的穩定性在 Lipset 的考慮中也是至關重要的。民眾對政治制度的有效性和合法性的評價越積極，制度的穩定性就越高。有效性評估包括對經濟和政治目標處理的評估，如腐敗或政治醜聞等。並且，根據 Lipset 的說法，對穩定性的影響要小於對合法性的評估，儘管存在短期危機，但合法性可以通過民眾對一般政治制度的同意來表達。

### Karl Rohe 的論述
公民文化研究的純粹量化特徵經常受到批評。Karl Rohe 提出了更多考慮質性因素的政治文化概念。在此過程中，他並沒有放棄古典政治文化研究的路徑，而是通過將它們劃分為解釋文化和符號文化來補充它們。這意味著象徵性的表徵，如紀念碑或旗幟，在政治文化研究的概念中也被賦予了獨立的意義。然而，由於沒有一本基礎性的著作集中詳細地描述 Karl Rohe 提出的概念，因此這方面的研究仍然局限於一個狹窄的框架內。該概念的實證實施問題也促成了這一點。

## 分類觀點
不同類型的政治文化被提出。

### Almond 和 Verba
Gabriel Almond 和 Sidney Verba 根據政治參與的水平和類型以及人們對政治的態度的性質，概述了三種純粹的政治文化類型：
教區 / 地方性的：人們只是遙遠地意識到中央政府的存在，無論國家做出何種決定，人們的生活需求尚可被滿足，人們對政治現象感到疏遠且不太察覺。人們對政治既不了解也不感興趣。 這種類型的政治文化通常與傳統的政治結構一致。
服從的：人們察覺中央政府的存在，並嚴格服從中央政府的決定，幾乎沒有異議的餘地。 人們了解政治、其參與者和體制。 它在情感上面向政治，但它處於政治的“向下流動”的一面。 總體上與中央集權的威權結構一致。
參與的：人們能夠以各種方式影響政府，他們也受到政府的影響。 個人面向整個系統，面向政治和行政結構和流程（面向輸入和輸出方面）。 總體上與民主政治結構一致。
Almond 和 Verba 寫道，這些類型的政治文化可以結合起來創造公民政治文化，這種文化融合了每種政治文化的最佳元素。

### Elazar
Daniel J. Elazar 確定了三種政治文化：
個人主義文化：在這種文化中，政治是尋求最大化自身利益的個人之間的市場，社群參與和對政府的反對最少，以及高度的供養關係。 
道德文化：政府被視為重要的，是改善人們生活的一種方式。
傳統文化：一種尋求維持現狀的文化，在這種情況下精英擁有所有權力並且不期望公民參與。

### Huntington
Samuel P. Huntington 以地理和歷史為基礎，根據文明對政治文化進行分類：
- 西方文明
- 日本文明
- 伊斯蘭文明
- 印度文明
- 斯拉夫東正教文明
- 拉丁美洲文明
- 華夏文明
- 非洲文明

### Inglehart
Ronald Inglehart 提出政治文化可以支配政治體制，並指出新教（或 Inglehart-Weltzel 價值觀地圖上具有高度世俗—理性價值觀和高度自我表達價值觀（英語：Self-expression values）的社會）與穩定的民主化之間的相關性。 然而，肯尼亞或烏干達等撒哈拉以南新教徒佔多數的國家經常發生選舉後衝突，這表明宗教信仰似乎對民眾的政治行為影響不大。

## 國族政治文化案例

### 俄羅斯
俄羅斯擁有一個信任度低的社會，即使是最受信任的教會和軍隊機構，對公民的不信任也多於信任，公民社會的參與度也很低。 這意味著俄羅斯的公民政治文化薄弱。 此外，俄羅斯的專制傳統意味著社會普遍對民主規範的不支持，例如容忍不同意見和多元化。

### 美國
美國的政治文化深受其早期移民背景的影響。 Samuel P. Huntington 認為美國政治具有“都鐸王朝”政治文化的元素，由早期定居者引進，例如普通法、強大的法院、地方自治、主權的跨體制去中心化（包括權力分立與州政府分享主權等），以及對民兵而不是常備軍的依賴。 政治文化的另一個來源是來自蘇格蘭-愛爾蘭裔美國人的到來，他們帶來了強烈的個人主義意識和對持槍權的支持（參見美國憲法第二修正案）。 這些定居者為傑克遜民主提供了支持，這是當時反對既定精英的一場革命，其殘餘在當代美國的民粹主義中仍然可見。

### 中國
中國的政治文化與政治社會化密切相關，因為人們自幼被灌輸集體主義觀點。 從理論上講，這種灌輸可以解釋世俗主義在中國社會中的延遲增長，尤其是在文化大革命期間。 中國的政治文化將政府與個人之間的關係視為等級制度。 正因如此，在政策和法規變化期間，個人幾乎沒有阻力。 政治文化也呈現出反對對抗的趨勢，減少了社會衝突的數量和頻率。 這兩種傾向都源於儒家時代根植的中國傳統價值觀。 當中國共產黨於 1948 年掌權時，毛澤東試圖消除這些特徵，但沒有成功，而是選擇了革命價值觀和優先事項。

### 印度
由於印度被大英帝國殖民，當代政治文化受到了以前不存在的西方思想的影響。 這些影響包括民主和議會制度，這兩個制度在意識形態上與以前支配社會的種姓制度相對立。 由於印度的多元文化人口結構，政治文化因群體和地區而異。 印度成功的民主化導致權力被賦予關注國家吸引力的城市化和受過良好教育的階層，以及更傳統、農村和下層階級的政治行為者。 進入現代後，印度的階級制度開始瓦解，下層階級的成員正在進入更高的政治和經濟職位。 對於歷史上一直被排除在此類活動之外的下層婦女來說尤其如此。

### 歐盟
儘管許多政治文化研究集中在單個民族國家的政治文化上，但也有人試圖確定歐盟的政治文化。基於各種指標，如分析成員國的政治文化，並以此作為描述歐盟政治文化的基礎。根據 Oscar Gabriel 的說法，歐盟政治文化的最佳特徵是“多樣性中的統一”。從這個意義上說，支持民主作為一種政治制度作為歐洲政治文化的共同特徵提供了框架。
政治文化的概念主要是一個宏觀概念，它利用匯總的個人數據（來自調查），因此包括作為數據庫的微觀層面。政治文化研究是政治學的一部分，研究的是政治文化。它廣泛用於比較政治學。特別是在東歐文化轉向和轉型過程的背景下，它的重要性再次獲得顯著提升。

## 批評
該概念遭欧洲政治學者格哈德·伦姆布奇和阿伦·李帕特的极力反对。伦姆布奇分析了瑞士和奥地利的政治，利贾特则分析了荷兰政治。他们都坚称，有比美国更稳定的政治制度。

## 延伸阅读
- 《公民文化: 五个国家的政治态度和民主制》[22]
- 《政治文化》
- 《文化传播》
- 《社区与法律》[23]
- 《博弈论能解释文化吗？》
- 《比较政府的基本原则》
- 《发展中国家的政治文化与民主》[24]
- 《文化信仰与社会组织：历史与理论的视角》
- 《政治与符号》[25]
- 《仪式、政治与权力》[26]
- 《符号的权力对抗权力的符号》
- 《现代化、文化变迁与民主》[27]
- 《霸权与文化》[28]
- 《政治文化的多种声音：不同的评估方法》
- 《没有文化就没有欧洲：政治的若干基础》[29]

## 參看
- 民主化#社會資本和公民社會